# Beija-flor-de-papo-branco
Colibri-de-garganta-branca ou beija-flor-de-papo-branco (nome científico: Leucochloris albicollis) é uma espécie de ave da família Trochilidae (beija-flores). Único membro do gênero Leucochloris.
Característico da América do Sul,  é encontrado no sudeste do Brasil,  nordeste da Argentina,  Paraguai e Uruguai.
No Brasil, é muito encontrado em áreas de altitude como por exemplo: Campos do Jordão, Monte Verde, Parque Nacional de Itatiaia e Visconde de Mauá.

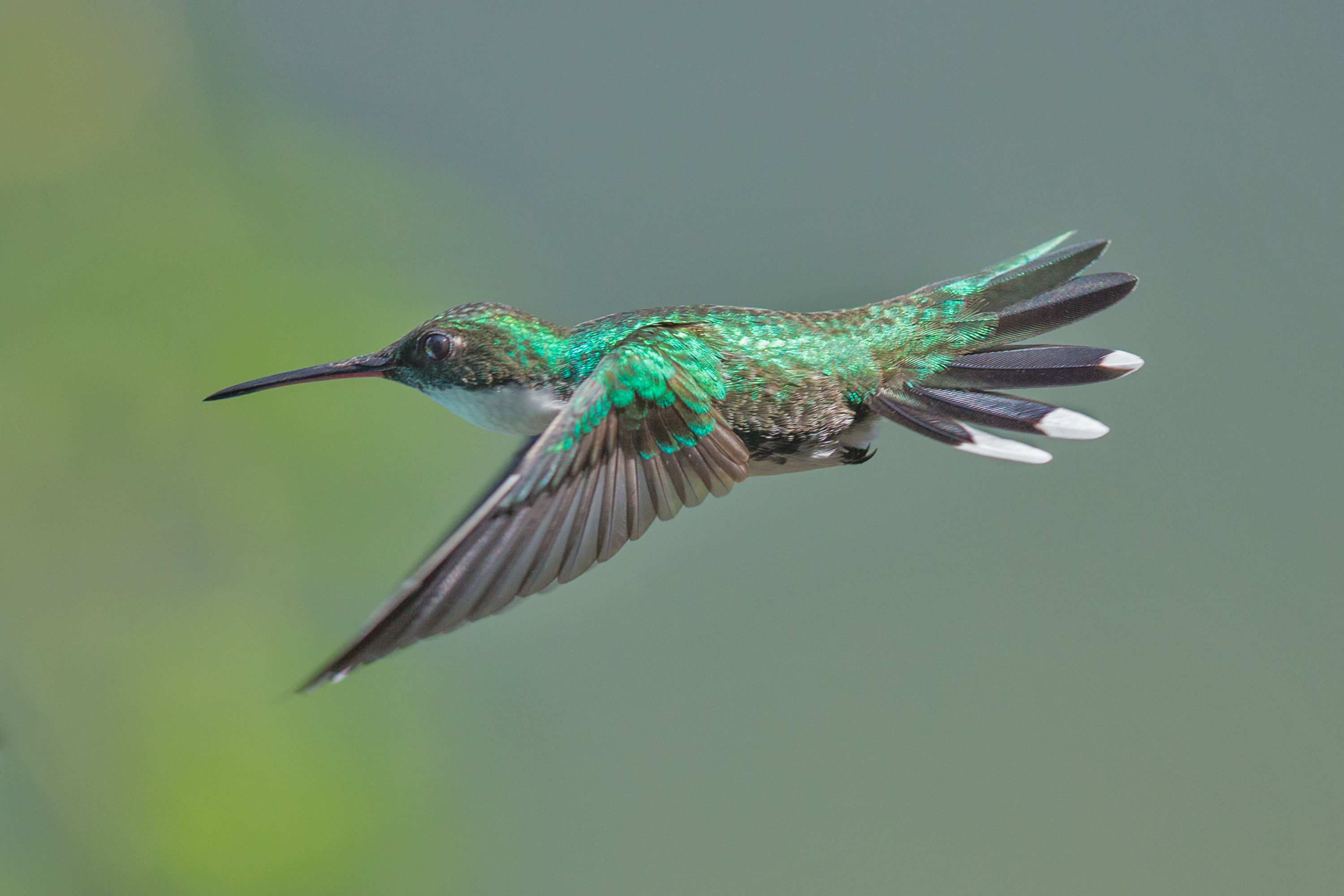

## Aparência
Mede aproximadamente 10,5 cm. Em ambos os gêneros, a coloração é semelhante.

O Beija-flor-papo-branco possui esta denominação por sua garganta de branco intenso e destacada em meio a sua plumagem de veemente verde escuro, metálico e brilhante. Abaixo do peito, sua região da barriga exibe novamente o branco numa forma ovalada.

## Comportamento

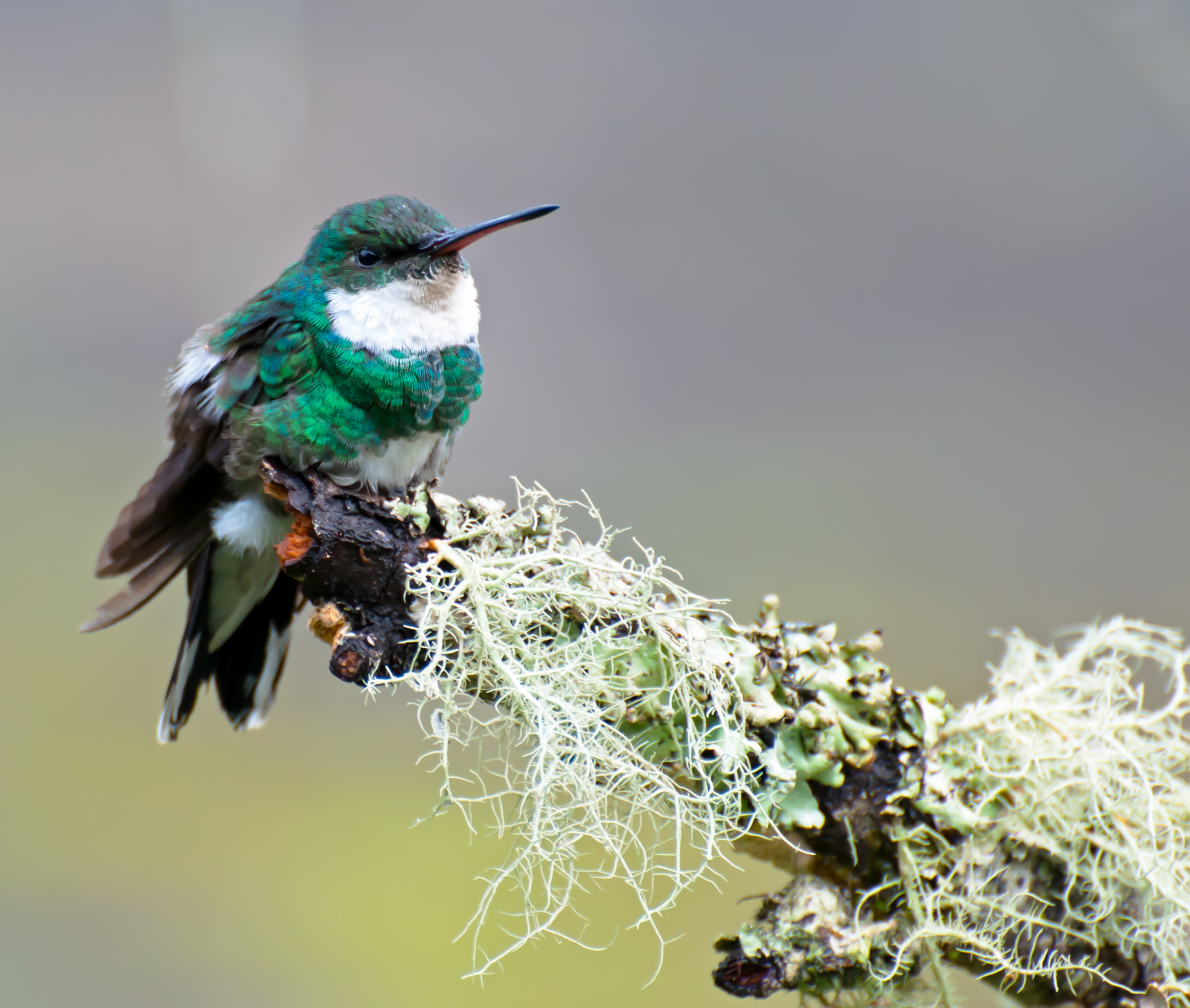
Leucochloris albicollis, Beija-flor-papo-branco

Bastante versátil quanto ao hábitat, frequenta áreas de capoeira, bordas de floresta (Mata Atlântica), jardins e pomares.  Passam o ano inteiro no mesmo local resistindo bem ao inverno, mesmo em altitudes de 1.800 metros.
Como a maioria dos Trochilidae,  especialmente os machos,  possuem hábitos muito territoriais. Costuma demarcar sua área de atuação para a busca de alimento, eventualmente atacando, sua própria espécie, através de perseguição. Durante o encalço, o Papo-branco emite um trinado rápido e repetido, sinalizando ao invasor sua insatisfação. Raramente isto resulta em ferimentos, mas é comum as penas, da cauda do perseguido, serem arrancadas. Apesar disso é normal haver muitos indivíduos convivendo numa mesma área.

## Reprodução
Na época de acasalamento emite repetivos e longos trinados característicos para chamar as fêmeas. Os ninhos costumam ser feitos em árvores disponíveis no ambiente, mesmo sendo plantas exóticas.
Sem atuais ameaças, a espécie, pelo momento, é considerada de pouca preocupação pela BirdLife International.